# Etesio
Los etesios (en griego antiguo ἐτησίαι "(vientos) ‘anuales’", a veces en latín aparece escrito como etesiae), meltemi (griego μελτέμι) o meltem (turco) son fuertes vientos del norte, secos, del mar Egeo, que soplan desde mediados de mayo hasta mediados de septiembre. Durante los largos días de verano, este es, con mucho, el viento más habitual, y está considerado como una bendición. Son más fuertes por la tarde y a menudo decaen por la noche, pero a veces los vientos meltemi duran días sin interrupción. Vientos parecidos soplan en las regiones del Adriático y el Jónico. Los vientos etesios son peligrosos para los marineros debido a que vienen con tiempo despejado, sin advertencia previa, y pueden llegar a 7-8 en la escala Beaufort. Algunos yates y la mayor parte de los ferries de las islas interiores no pueden navegar en tales condiciones.
La palabra griega deriva de ἔτος (étos), que significa "año", lo que señala su fluctuación anual en frecuencia de aparición. De hecho, estos vientos han sido descritos desde la antigüedad y la palabra etesíai (griego: ἐτησίαι) significa ‘anuales’. La forma turca es probablemente un préstamo del italiano mal tempo "mal tiempo". Aunque a veces se le considera un viento monzónico, el etesio es un viento seco y no se corresponde con un viento opuesto en el invierno. Sin embargo, los etesios se relacionan de manera lejana con los monzones veraniegos del subcontinente indio, y es una vaguada de baja presión en la región del Mediterráneo oriental que refuerza, aunque no cause, que los etesios soplen en el verano. Un clima mediterráneo a veces recibe el nombre de clima etesio.
Los etesios se deben principalmente a la profunda depresión continental centrada en el suroeste de Asia y que sopla de una dirección que podría ser cualquier sitio entre el noreste y el noroeste dependiendo de la topografía local; el tiempo etesio o meltemi es ordinariamente bueno y despejado, los vientos septentrionales templan el intenso calor del verano en la región.
En la parte norte del Egeo, los etesios soplan como vientos de dirección noreste-norte. Moviéndose hacia el sur, en el Egeo central, soplan como vientos de dirección norte, mientras que en el sur del Egeo, el mar de Creta y la zona de los Cárpatos, soplan en dirección noroeste. El mismo viento sopla en Chipre en dirección oeste-suroeste, siendo más húmedo.
Históricamente, Filipo II de Macedonia programaba sus operaciones militares de manera que las poderosas flotas del sur no pudieran alcanzarlo: sus barcos podían navegar hacia el norte sólo muy lentamente mientras los vientos etesios soplaban.

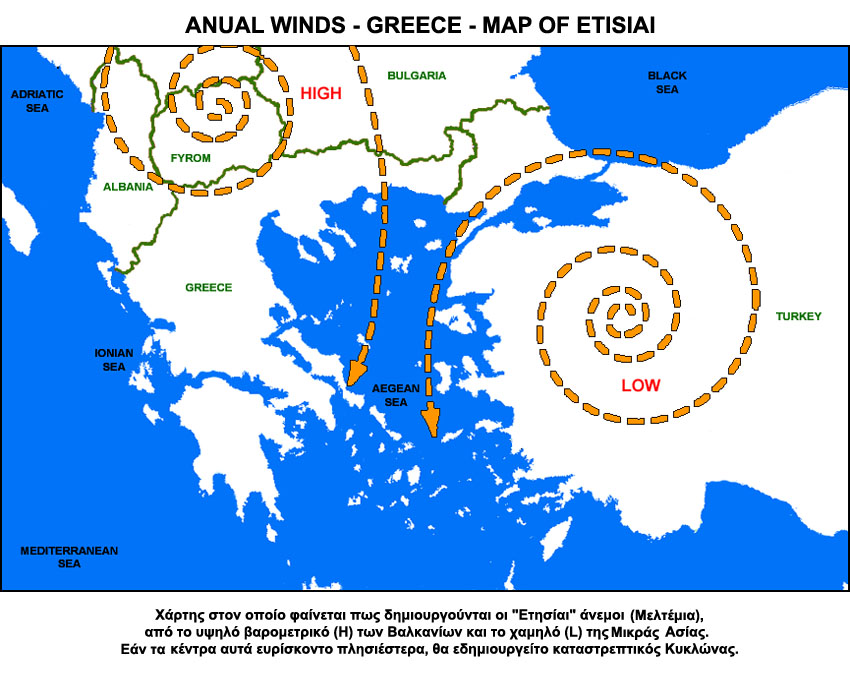
Los vientos etesios o meltemi acontecen cuando la alta presión (en el mapa, High) forma sobre los Balcanes y la baja presión (Low) se centra en Turquía.